# 地方財政再建促進特別措置法
地方財政再建促進特別措置法（ちほうざいせいさいけんそくしんとくべつそちほう、昭和30年12月29日法律第195号）は、財政破綻した地方公共団体の財政再建に関する、2009年に廃止された法律。
現在の地方公共団体の財政の健全化に関する法律にあたる。